# Гараж (жанр)
Гараж или геридж (на английски: garage) срещано и като Ю Кей Геридж,(/ˈɡærɪdʒ/) е поджанр на и ди ем, възникнал в Англия в началото до средата на 1990-те години. Жанрът произлиза от гараж хауса, но също така включва елементи от арендби, джънгъл и денс поп.